# کوردوبا (بولیوار)
کوردوبا (انگلیسی: Córdoba, Bolívar) نام شهری در کشور کلمبیا است.